# ألبرت بيسون
ألبرت بيسون (بالفرنسية: Albert Besson)‏ هو طبيب وسياسي فرنسي، ولد في 18 أبريل 1896 في فرنسا، وتوفي بنفس المكان في 17 مايو 1965. انتخب عضو المجلس العام ‏.